# Клоувердейл (Каліфорнія)
Клоувердейл (англ. Cloverdale) — місто (англ. city) в США, в окрузі Сонома штату Каліфорнія. Населення — 8996 осіб (2020).

## Географія
Клоувердейл розташований за координатами 38°47′53″ пн. ш. 123°1′3″ зх. д. / 38.79806° пн. ш. 123.01750° зх. д. (38.797955, -123.017429).  За даними Бюро перепису населення США в 2010 році місто мало площу 6,86 км², уся площа — суходіл. В 2017 році площа становила 7,92 км², з яких 7,86 км² — суходіл та 0,06 км² — водойми.

### Клімат
| Клімат : Клоувердейл    | Клімат : Клоувердейл | Клімат : Клоувердейл | Клімат : Клоувердейл | Клімат : Клоувердейл | Клімат : Клоувердейл | Клімат : Клоувердейл | Клімат : Клоувердейл | Клімат : Клоувердейл | Клімат : Клоувердейл | Клімат : Клоувердейл | Клімат : Клоувердейл | Клімат : Клоувердейл | Клімат : Клоувердейл |
| Показник                | Січ.                 | Лют.                 | Бер.                 | Квіт.                | Трав.                | Черв.                | Лип.                 | Серп.                | Вер.                 | Жовт.                | Лист.                | Груд.                | Рік                  |
| Абсолютний максимум, °C | 29,4                 | 30,0                 | 32,8                 | 37,8                 | 41,7                 | 46,7                 | 46,1                 | 45,6                 | 45,0                 | 41,1                 | 35,0                 | 28,3                 | 46,7                 |
| Середній максимум, °C   | 14,1                 | 16,3                 | 18,6                 | 21,7                 | 25,8                 | 30,1                 | 33,1                 | 32,7                 | 30,6                 | 25,6                 | 18,2                 | 14,0                 | 23,4                 |
| Середній мінімум, °C    | 3,4                  | 4,8                  | 5,8                  | 7,2                  | 9,7                  | 12,3                 | 12,7                 | 12,7                 | 11,8                 | 9,7                  | 6,2                  | 3,6                  | 8,3                  |
| Абсолютний мінімум, °C  | −6,1                 | −6,1                 | −1,1                 | −1,1                 | 1,7                  | 2,2                  | 5,0                  | 5,6                  | 3,9                  | 0,0                  | −2,8                 | −8,3                 | −8,3                 |
| Норма опадів, мм        | 236                  | 198                  | 138                  | 74                   | 29                   | 5                    | 1                    | 3                    | 13                   | 62                   | 145                  | 210                  | 1114                 |
| Днів з опадами          | 12                   | 11                   | 11                   | 7                    | 4                    | 1                    | 0                    | 1                    | 2                    | 4                    | 9                    | 11                   | 73,0                 |
| ----------------------- | -------------------- | -------------------- | -------------------- | -------------------- | -------------------- | -------------------- | -------------------- | -------------------- | -------------------- | -------------------- | -------------------- | -------------------- | -------------------- |
| Джерело: WRCC           |                      |                      |                      |                      |                      |                      |                      |                      |                      |                      |                      |                      |                      |

## Демографія
Згідно з переписом 2010 року, у місті мешкало 8618 осіб у 3182 домогосподарствах у складі 2222 родин. Густота населення становила 1257 осіб/км².  Було 3427 помешкань (500/км²).
Расовий склад населення:
| - 74,9 % — білих - 1,8 % — корінних американців - 1,1 % — азіатів - 0,6 % — чорних або афроамериканців - 0,1 % — вихідців з тихоокеанських островів - 17,8 % — осіб інших рас |

До двох чи більше рас належало 3,7 %. Частка іспаномовних становила 32,8 % від усіх жителів.
За віковим діапазоном населення розподілялося таким чином: 23,8 % — особи молодші 18 років, 60,2 % — особи у віці 18—64 років, 16,0 % — особи у віці 65 років та старші. Медіана віку мешканця становила 39,7 року. На 100 осіб жіночої статі у місті припадало 99,5 чоловіків;  на 100 жінок у віці від 18 років та старших — 96,1 чоловіків також старших 18 років.
Середній дохід на одне домашнє господарство  становив 76 627 доларів США (медіана — 63 917), а середній дохід на одну сім'ю — 82 546 доларів (медіана — 70 717). Медіана доходів становила 41 726 доларів для чоловіків та 43 831 долар для жінок. За межею бідності перебувало 6,7 % осіб, у тому числі 5,0 % дітей у віці до 18 років та 13,6 % осіб у віці 65 років та старших.
Цивільне працевлаштоване населення становило 4039 осіб. Основні галузі зайнятості: освіта, охорона здоров'я та соціальна допомога — 23,0 %, виробництво — 13,4 %, сільське господарство, лісництво, риболовля — 10,6 %, науковці, спеціалісти, менеджери — 9,8 %.